# The Girlfriend Experience (serie televisiva)
The Girlfriend Experience è una serie televisiva antologica ideata, scritta e diretta dai registi indipendenti Lodge Kerrigan e Amy Seimetz.
La serie è basata sull'omonimo film del 2009 diretto da Steven Soderbergh, che figura tra i produttori esecutivi della serie. Viene trasmessa dall'emittente televisiva statunitense Starz dal 10 aprile 2016, mentre in Italia la prima stagione è stata interamente pubblicata il giorno successivo sul sito web a pagamento Infinity TV. Dal 3 aprile 2018 va in onda in seconda serata in prima visione in chiaro sul 20. Dalla terza stagione verrà distribuita su Starz Play dal 2 maggio 2021.
Per Girl Friend Experience (GFE), locuzione in lingua inglese che ha dato il nome al film e alla serie televisiva, s'intende una sorta di fidanzamento a pagamento, un servizio offerto dalle prostitute che va ben oltre la semplice prostituzione di alto bordo.

## Trama

### Prima stagione: Christine
Christine Reade è una studentessa del secondo anno alla Chicago-Burnham Law School che lavora come stagista presso lo studio legale Kirkland & Allen. Grazie all'amica Avery entra nel mondo delle escort e rimane subito attratta dal denaro facile e dalla possibilità di avere controllo sugli uomini.

### Seconda stagione: Erica & Anna/Bria
La seconda stagione presenta due storie parallele. La prima storia, ambientata a Washington, si svolge durante le prossime elezioni a metà mandato degli Stati Uniti e segue Erica Myles, direttrice finanziaria di un super comitato repubblicano e Anna Garner, una escort. Nell'ambito di una forte pressione per il conseguimento degli obiettivi di raccolta di fondi, Erica elabora l'aiuto di Anna per il ricatto di un fundraiser per denaro nero.
La seconda storia è ambientata nel Nuovo Messico e segue le vicende di Bria Jones, compagna del criminale Donald Fairchild ed ex escort di fascia alta, che decide di tradirlo e testimoniare contro di lui. Per questo, insieme alla figlia del malavitoso, viene inserita nel programma di protezione dei testimoni, ma ben presto, delusa dalla sua nuova vita, ritorna alla sua attività di escort, mettendo in pericolo la nuova identità e la sicurezza della figliastra e di Ian, il suo responsabile nella protezione testimoni.

## Episodi
| Stagione         | Episodi | Prima TV originale | Prima TV Italia |
| ---------------- | ------- | ------------------ | --------------- |
| Prima stagione   | 13      | 2016               | 2016            |
| Seconda stagione | 14      | 2017               | 2017            |
| Terza stagione   | 10      | 2021               | 2021            |

## Personaggi e interpreti

### Prima stagione

#### Principali
- Christine Reade, interpretata da Riley Keough e doppiata da Francesca Manicone.
Studentessa di legge e stagista presso uno studio legale. Parallelamente lavora come escort offrendo il servizio di tipo Girlfriend Experience (ossia, più che semplici prestazioni sessuali offre anche il suo tempo per eventi in cui possa essere considerata alla stregua di una fidanzata).
- David Tellis, interpretato da Paul Sparks e doppiato da Gianni Bersanetti.
Potente avvocato, socio della Kirkland & Allen. Christine è la sua stagista.
- Erin Roberts, interpretata da Mary Lynn Rajskub e doppiata da Anna Cesareni.
Donna intelligente e calcolatrice, socia della Kirkland & Allen.

#### Ricorrenti
- Avery Suhr, interpretata da Kate Lyn Sheil e doppiata da Domitilla D'Amico.
Amica e compagna di classe di Christine, anche lei lavora in modalità Girlfriend Experience.
- Annabelle Reade, interpretata da Amy Seimetz.
È la sorella maggiore di Christine.

### Seconda stagione

#### Principali
- Anna Garner, interpretata da Louisa Krause doppiata da Valentina Favazza
- Erica Myles, interpretata da Anna Friel  doppiata da Perla Liberatori
- Bria Jones/Sarah Day, interpretata da Carmen Ejogo  doppiata da Laura Romano
- Ian Olsen, interpretato da Tunde Adebimpe.
- Paul, interpretato da Harmony Korine.
- Kayla Fairchild, interpretata da Morgana Davies.

#### Ricorrenti
- Mark Novak, interpretato da Michael Cram doppiato da Alberto Angrisano.

## Produzione
Nel giugno 2014 la serie è stata ordinata ufficialmente per un'intera stagione composta da 13 episodi. Le riprese sono effettuate nella città canadese di Toronto a partire dal marzo 2015.
La ricerca del casting è stata avviata nel settembre dello stesso anno; la prima ad essere scritturata fu Riley Keough, anche se la sua partecipazione effettiva venne annunciata solo nel febbraio del 2015. Il mese successivo, e più precisamente il 30 marzo, è stata invece ingaggiata Mary Lynn Rajskub. Infine, il 4 novembre, grazie alla pubblicazione su scala mondiale di un primo trailer, sono stati rivelati anche i rispettivi ruoli di Paul Sparks e Kate Lyn Sheil.
I primi quattro episodi sono stati presentati in anteprima assoluta al Sundance Film Festival 2016. Poco dopo il termine della trasmissione della prima stagione, il 1º agosto 2016 la serie viene rinnovata per una seconda, la quale sarà composta da 14 episodi.

## Accoglienza
The Girlfriend Experience ha ricevuto una generale acclamazione da parte della critica. Sull'aggregatore di recensioni Rotten Tomatoes registrazione un indice di gradimento pari all'82%, sulla base di 31 recensioni con un voto medio di 8.6/10. Il giudizio riassuntivo recita: «La cupa ed affascinante energia (tra l'altro, meritevole di binge watching) della serie supera ogni eventuale carenza grazie a un'eccellente performance di Riley Keough.» Metacritic fornisce un punteggio di 78 su 100 basato su 27 opinioni critiche, le quali indicano «recensioni generalmente favorevoli».
Matt Zoller Seitz, scrittore per Vulture, ha elargito diverse lodi nei confronti della serie, celebrandola oltretutto come «una delle migliori serie dell'anno» e affermando che il progetto «è in realtà un'unica riunione di quattro o cinque spettacoli e una grande caratteristica della sua particolarità risiede nei momenti in cui si trasforma da una cosa all'altra»; apprezza soprattutto il finale di stagione dicendo che esso «è l'episodio televisivo più audace, denso, allusivo e multistrato mai visto dai tempi del finale della terza stagione di Louie».
The Guardian compara The Girlfriend Experience per analogia di temi trattati alla britannica Diario di una squillo perbene anche se appura che la prima è dotata «di una maggiore inflessibilità e naturalezza» ma si dimostra anche «talmente dispersiva da inserirsi in più generi, che talvolta vengono anche discussi in una sola volta». Secondo The New York Times «l'estetica – valore di pronunciata importanza, seducente, cool e costoso – ingloba sia il tema che il soggetto dello show»; in aggiunta, viene decretato che «la serie non è troppo ricca di eventi. È, francamente, un po' noiosa. Ma anche quando è noiosa, appare coinvolgente, come una riproduzione di un art video nella hall di un boutique hotel».

## Riconoscimenti
- 2017 - Golden Globe
  - Candidatura alla miglior attrice in una mini-serie o film per la televisione a Riley Keough